# پل سفید اهواز
پل سفید، یکی از نمادهای بارز شهر اهواز، دومین پلی است که بر روی رودخانهٔ کارون ساخته شده است. این پل در سال ۱۳۱۵ خورشیدی، هفت سال پس از احداث پل سیاه، در دوران حکومت رضاشاه پهلوی  به بهره‌برداری رسید و به عنوان نخستین پل معلق ایران شناخته می‌شود.
پل سفید دارای دو دهانهٔ معلق به طول‌های ۱۳۶ و ۱۳۰ متر و سه دهانهٔ قوسی به طول ۴۹ متر است که در مجموع، طول کل پل را به ۵۰۱ متر می‌رساند. در حال حاضر، به منظور حفظ سازه و افزایش ایمنی، تردد روی این پل به‌صورت یکطرفه انجام می‌شود و تنها مسیر خروجی از فلکه شهدا به سمت بیمارستان رازی فعال است [۱].
نخستین پل ساخته‌شده بر روی رود کارون، پل سیاه نام دارد که وظیفهٔ اتصال خط راه‌آهن را به بندر امام  را بر عهده دارد. پس از آن، ساخت پل سفید گامی مهم در توسعهٔ زیرساخت‌های حمل‌ونقل شهر اهواز محسوب شد.
رود کارون، پرآب‌ترین رود ایران و تنها رودخانهٔ قابل کشتیرانیدر کشور است. این رود علاوه بر تأمین آب آشامیدنی و صنعتی، نقش مهمی در توسعه ی کشاورزی در استان خوزستان دارد. کارون شهر اهواز را به دو بخش شرقی و غربی تقسیم می‌کند و پل‌های ساخته‌شده بر روی آن، علاوه بر عملکرد حمل‌ونقلی، به جاذبه‌های گردشگری مهمی تبدیل شده‌اند که دو سوی شهر را به هم پیوند می‌زنند.
پل سفید یکی از ده پل معروف اهواز است که دو سوی رود کارون را به هم متصل می‌کند. تعدد پل‌ها در این شهر سبب شده که اهواز به «شهر پل‌ها» معروف شود.
در زمان بهره‌برداری اولیه از پل، مهندسان سازنده سه قانون اساسی برای عبور ایمن از روی آن تعیین کردند:
۱. تنها یک خودرو می‌تواند در هر لحظه از پل عبور کند.
۲. سرعت خودروها نباید از ۵ کیلومتر در ساعت بیشتر شود.
۳. چند درشکه نباید به‌طور همزمان از پل عبور کنند.
مهندسان سازنده پل، آن را به مدت ۲۴ ماه گارانتی کردند و پس از تکمیل عملیات ساخت، آن را به ادارهٔ راه‌آهن ناحیهٔ جنوب تحویل دادند.
نحوهٔ مناقصه، بستن قرارداد و اجرای پروژه
اگرچه اطلاعات دقیقی دربارهٔ فرآیند مناقصه و بستن قرارداد پل سفید در دسترس نیست، اما بر اساس شواهد تاریخی، ساخت این پل در چارچوب طرح‌های بزرگ زیرساختی دوران پهلوی انجام شد. احتمالاً قرارداد ساخت آن به شرکت‌های مهندسی خارجی یا متخصصان بومی با حمایت دولت مرکزی سپرده شده است. اجرای این پروژه، نمادی از پیشرفت فنی و مهندسی در ایران در دههٔ ۱۳۱۰ بود و با توجه به ساختار پیچیدهٔ پل معلق، دستاوردی بزرگ در مهندسی عمران محسوب می‌شد.

## نحوه بسته شدن قرارداد و چگونگی اجرای پل
در تاریخ ۱۰ خرداد ۱۳۱۲ از طرف ریاست اداره بهره‌برداری راه‌آهن ناحیه جنوب اهواز (اریک کسوندسن) و معاونت فنی و مهندسی سیف‌الله‌خان مشاور، برنامه ساخت یک پل جدید بر روی رود کارون برای عبور و مرور اهالی شهر اهواز در یازده صفحه به وزارت راه و ترابری داده و سه محل برای احداث پل پیشنهاد شد. تا این زمان تنها پل معلق بر روی رودخانه کارون پل فلزی راه‌آهن (پل سیاه) بود که برای اتصال راه‌آهن سراسری به بندر شاپور در سال ۱۳۰۸ احداث شده بود.
در تاریخ هفده‌خرداد ۱۳۱۳ قراردادی در دوازده ماده بین میرزا علی‌خان منصور، وزیر راه و ترابری ایران و اسکار لیندال نماینده شرکت سوئدی سونسکا انترپرناد اکتی بولاگت (Svenska Entreprenad AB (SENTAB منعقد و طبق قرارداد مسئولیت ساختمان پل کارون اهواز و امتحان زمین و تهیه نقشه‌های اصلی به شرکت ذکرشده که به اختصار (سنتاب) نامیده می‌شد، واگذار شد. شرکت سنتاب که در سال ۱۹۳۳ تأسیس شده بود، در سال ۱۹۶۷ در شرکت اسکانسکا ادغام شد. کل هزینه عملیات مربوط به پل کارون که بایستی به موجب قرارداد پرداخت می‌شد، به‌طورکل پنج‌ میلیون‌ و‌ هفتصد و هشت‌ هزار ریال (5/708/000 ریال) برآورد شده بود که پرداخت آن طی دوازده فقره چک، برعهده بانک ملی ایران قرار داده شد. فولاد مورد نیاز و سایر مصالح و لوازم ساختمان پل از طرف شرکت سنتاب پس از تأیید رسمی سفارت ایران در استکهلم به کشور سوئد داده شد.
بر اساس ماده ۳ این قرارداد، انجام کار بعد از تصویب نقشه‌های تفصیلی و امضاء قرارداد بیست ماه تعیین شد و طبق شش ماه شرکت سنتاب موظف بود، یک‌نفر نماینده با اختیارات تام برای مذاکرات و تصمیمات مربوط به امور ساختمان در محل کار تعیین نمایند؛ در همین بند از قرارداد اداره راه‌آهن جنوب نیز به عنوان نماینده وزارت طرق و شوارع به منظور نظارت بر اجرای عملیات ساختمانی بر طبق نقشه‌های مصوب معرفی شد.
یک ماه بعد از تاریخ بیست‌ مرداد ۱۳۱۳، گونتربرگ از طرف شرکت سنتاب به سمت ریاست ساختمان پل اهواز منصوب و به‌عنوان نماینده شرکت ذکرشده به اهواز اعزام شد. مهندس سیف‌الله‌خان مشاور از طرف وزارت طرق و شوارع به نمایندگی انتخاب شد.
در اوایل مهرماه ۱۳۱۳ موقعیت خط وسط پل بر روی رود کارون تعیین گردید. در نیمه دوم همان سال به منظور استحکام زمین برای شالوده ریزی پایه‌های پل، از شرکت نفت درخواست وسایل حفاری شد. در ۲۸ مهرماه ۱۳۱۴ اولین پی‌کنی آن آماده گردید و تا بیست‌بهمن‌ماه همان سال پنج پایه از هفت پایه اصلی پل بر اساس طرح (ک. لوبرک استاد فرهنگستان استکهلم) پی‌کنی و بتن ریزی شد. در ماه‌های اردیبهشت و تیر ماه سال ۱۳۱۴ دو پایه باقیمانده آن تکمیل شد. قطعات فلزی پل که در کارخانه «موتلا ورکاستاد»(Motala Verkstad) سوئد ساخته  و به هم متصل گردیده بود، از «دوبه» راه‌آهن به‌وسیلهٔ جرثقیل کشتی فلورستان متعلق به کمپانی استریل در روز هجده‌مرداد ۱۳۱۴ اولین قطعه آهن پل فلزی اهواز بالا کشیده شد.
در دوازده‌مرداد ۱۳۱۵ بتن ریزی سرتاسری پل به پایان رسید و در پانزده‌مرداد آسفالت سطح اتومبیل روی پل آغاز شد. ۲۴ مرداد همان سال ضمن شروع سیم کشی برق جهت روشنایی پل از سوی شرکت سنتاب اعلام شد که پل اهواز چهارده‌روز دیگر برای تحویل حاضر خواهد شد.

## اولین آزمایش پل
آزمایش پل ،چهار ساعت و نیم به درازا کشید و سرانجام در ساعت ده و نیم روز سی‌شهریور ۱۳۱۵ خورشیدی با بیش از هفت ماه تأخیر با ضمانت بیست و چهارماهه و عمر مفید پنجاه ساله به ناحیه راه‌آهن جنوب تحویل داده شد. این پل در تاریخ پانزده آبانماه ۱۳۱۵ با رعایت موارد ذیل افتتاح گردید:
1. در موقع عبور، بیش از یک ماشین روی پل در حرکت نباشد.
2. چند درشکه پشت سرهم روی پل در حرکت نباشد.
3. سرعت حداکثر اتومبیل روی پل ۵ کیلومتر در ساعت باشد.

و ارتباط و عبور و مرور اهالی از شهر قدیم اهواز به شهر جدید آغاز شد.

## اولین بازسازی پل سفید
در تابستان سال ۱۳۸۹ عملیات بازسازی و مرمت این پل در دستور کار قرار گرفت. به گفته مدیرعامل سازمان زیباسازی شهرداری اهواز، عملیات مرمت و بازسازی این پل درحال انجام است و با مساعد شدن شرایط جوی عملیات جوشکاری اتصالات و قطعات فرسوده و همچنین رنگ‌آمیزی پل انجام خواهد شد. همچنین تجهیزات مورد نیاز برای نورپردازی پل سفید، با پشتیبانی مالی بانک ملی، از کشور ایتالیا تهیه شده‌اند و پس از پایان عملیات رنگ‌آمیزی، عملیات نورپردازی پل سفید اهواز آغاز می‌شود تا این پل در ایام نوروز جلوه‌ای خاص داشته باشد.

### هدف از بازسازی
- رفع خطرات احتمالی، به لحاظ گذشت پانزده‌سال از عمر مفید پنجاه ساله پل
- بهینه‌سازی، مرمت و احیاء سمبل تاریخی شهر

### مراحل اجرایی برنامه
شامل عملیات تخریب بتن کف، نصب قطعات فلزی، بتن ریزی و کف سازی، ساخت نرده مناسب، سند بلاست، رنگ‌آمیزی مجدد کل قطعات فلزی پل و نورپردازی با استفاده از فیبر نوری است.

### هزینه و روش اجرا
این برنامه با اعتبار ۵/۷ میلیارد ریال و در سه فاز اجرایی برنامه‌ریزی شده‌ بود.
- فاز اول :شامل سه دهانه وسطی
- فاز دوم :شامل دهانه بزرگ غربی
- فاز سوم :شامل دهانه بزرگ شرقی

## ثبت در آثار ملی ایران
این اثر در تاریخ ۱۳۷۸/۰۸/۲۶ با شمارهٔ ثبت ۲۴۹۳ به‌عنوان یکی از آثار ملی ایران به ثبت رسیده‌است.

## درخواست برای تبدیل پل به پیاده‌راه
با بالا رفتنِ قدمت پل سفید و همچنین ورودِ پرندگان مهاجر در فصل پاییز و زمستان به اهواز که در کنار این پل مستقر می‌شوند، جمعی از فعالان فرهنگی اهواز خواستارِ تعطیلی این پل در روزهای جمعه و تبدیل شدنش به پیاده راه شدند. برای این منظور نیز کمپین‌هایی شکل گرفت. مردم شهر اهوازی پل سفید را یکی از سرمایه‌های نمادین شهر به شمار آورده و یکی از علت‌های این درخواست را، کمبود فضای گردشگری در این شهر دانستند.

## نگارخانه

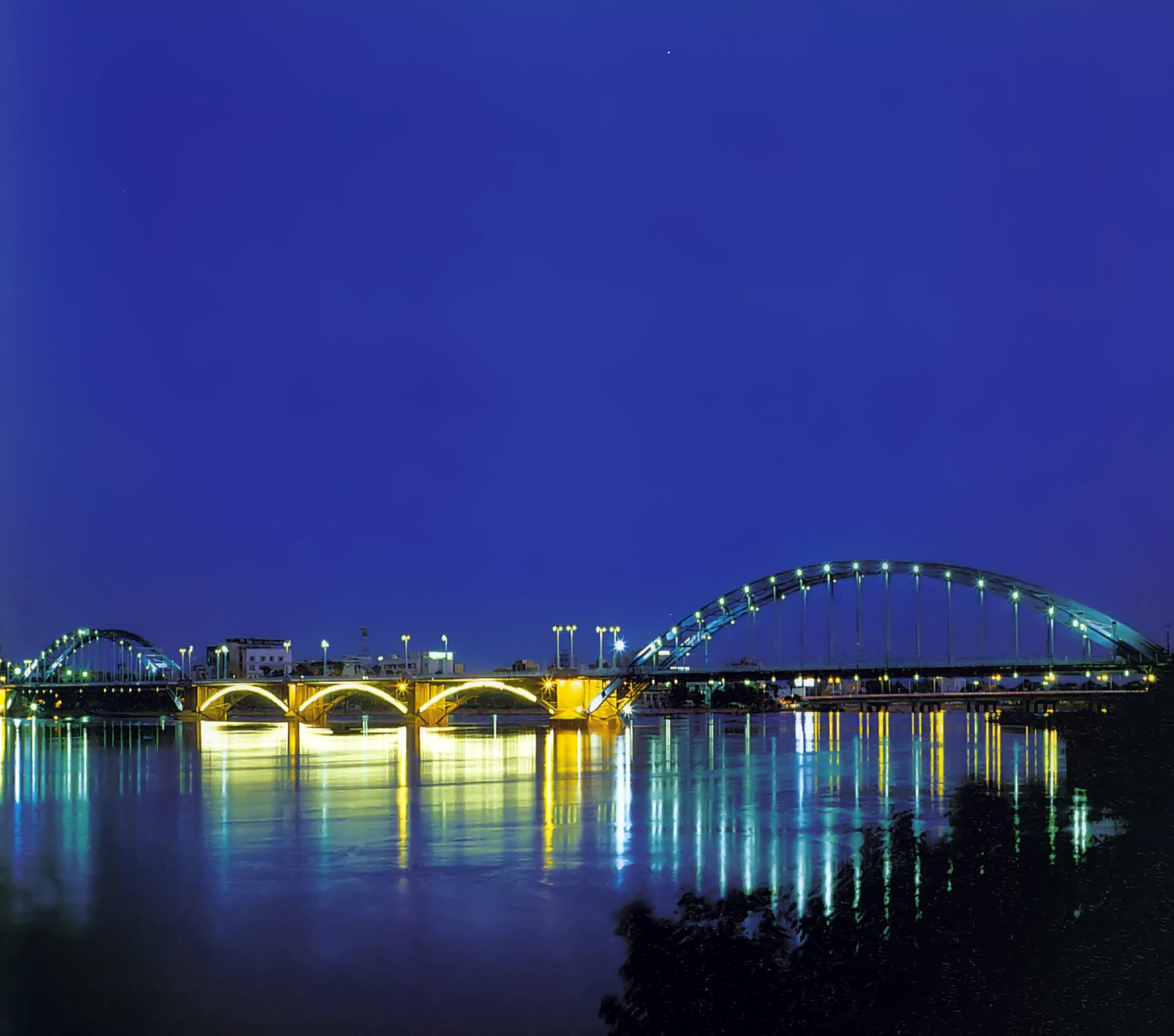
پل سفید در شب
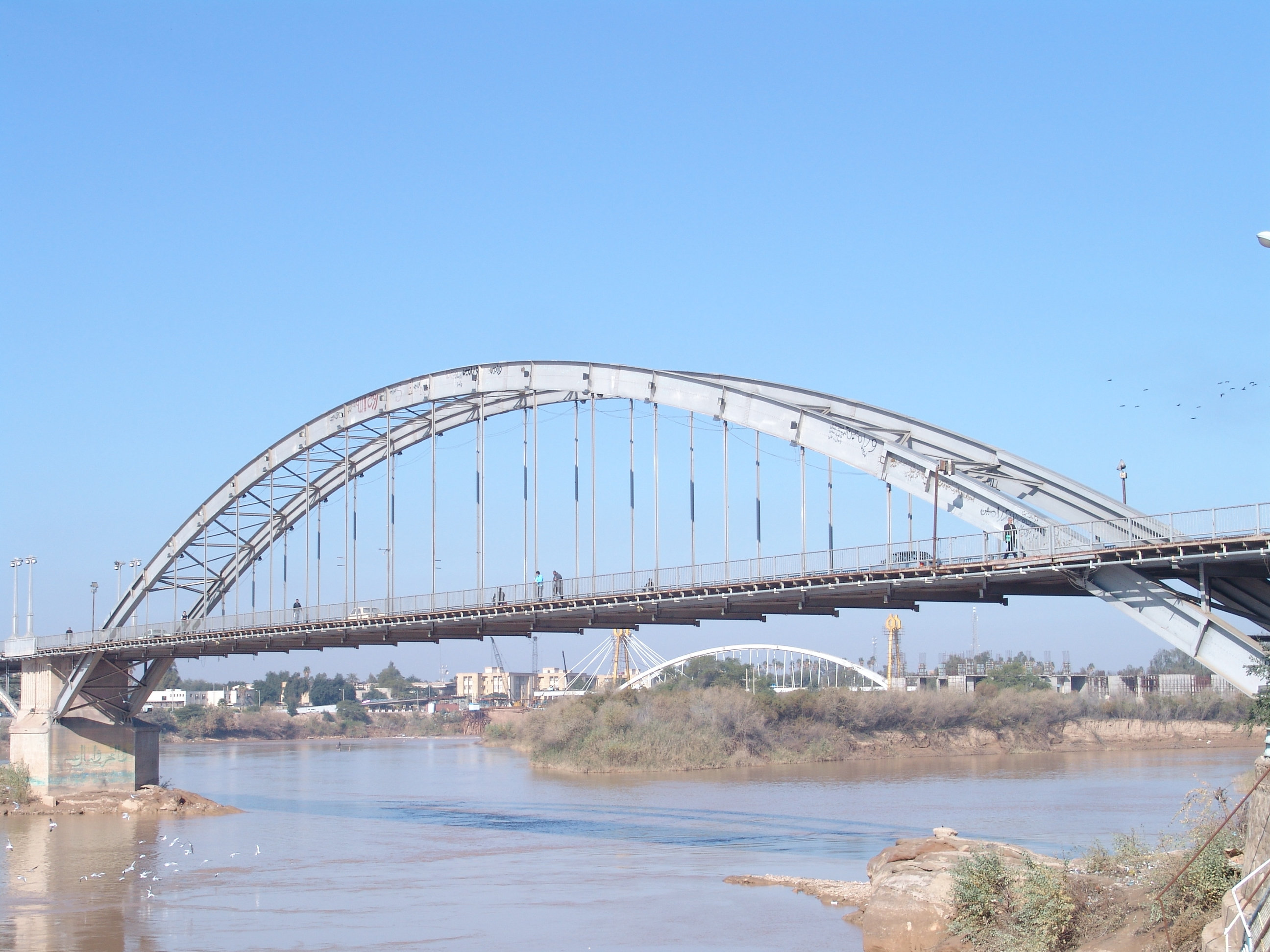
پل‌سفید از نمای دور
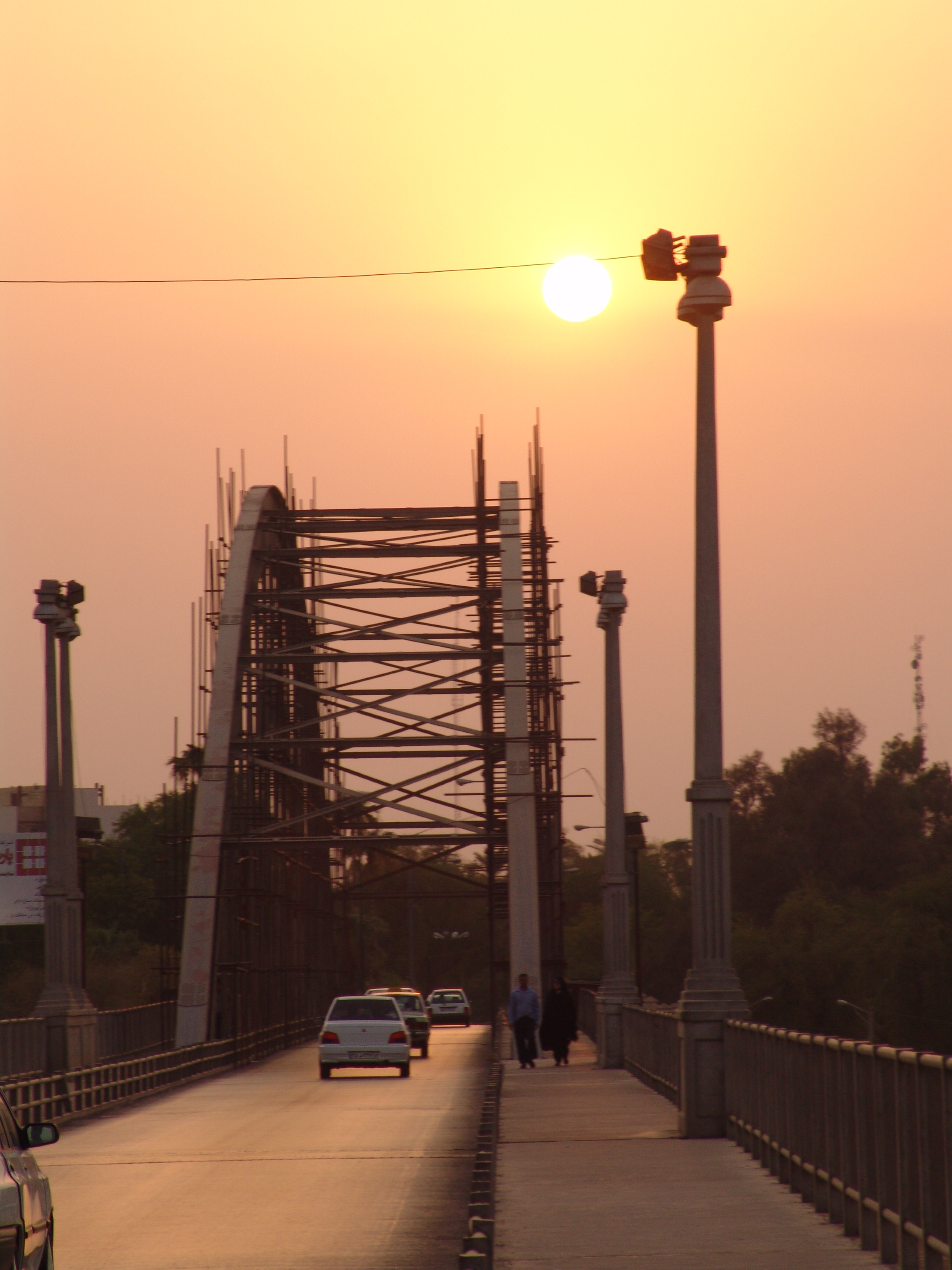
غروب آفتاب با نمایی از پل سفید
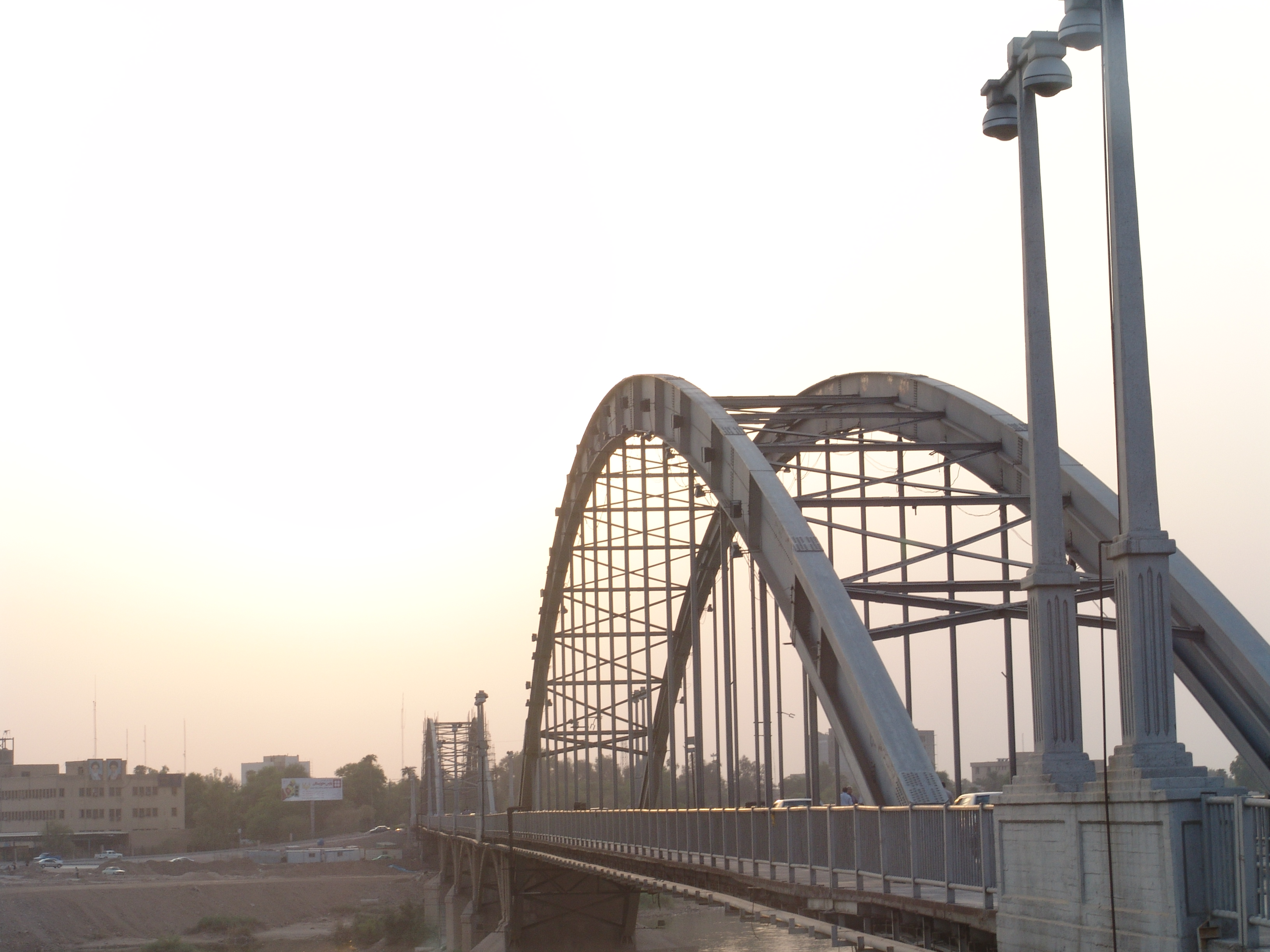
پل سفید
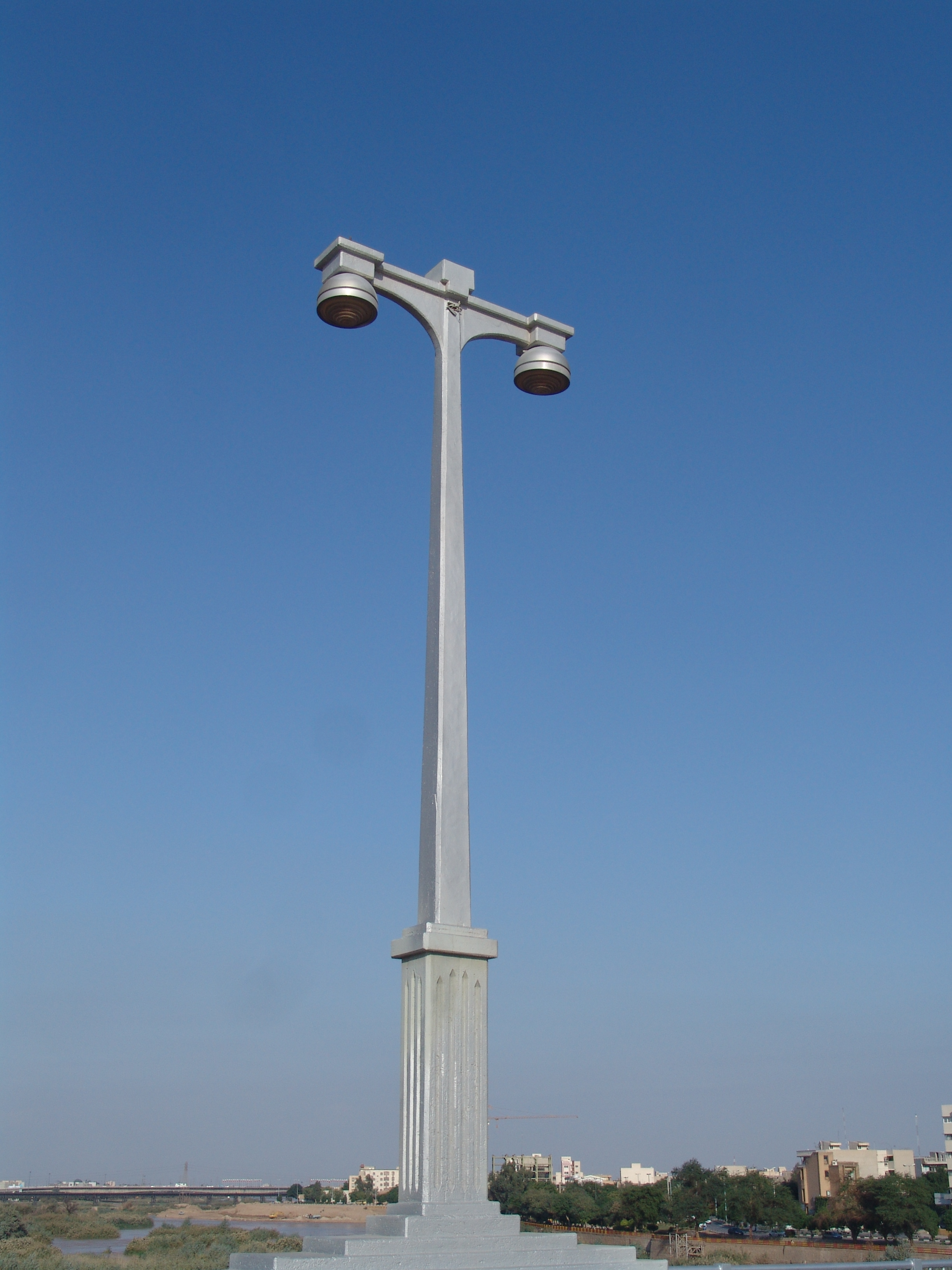
چراغ‌های روشنایی پل
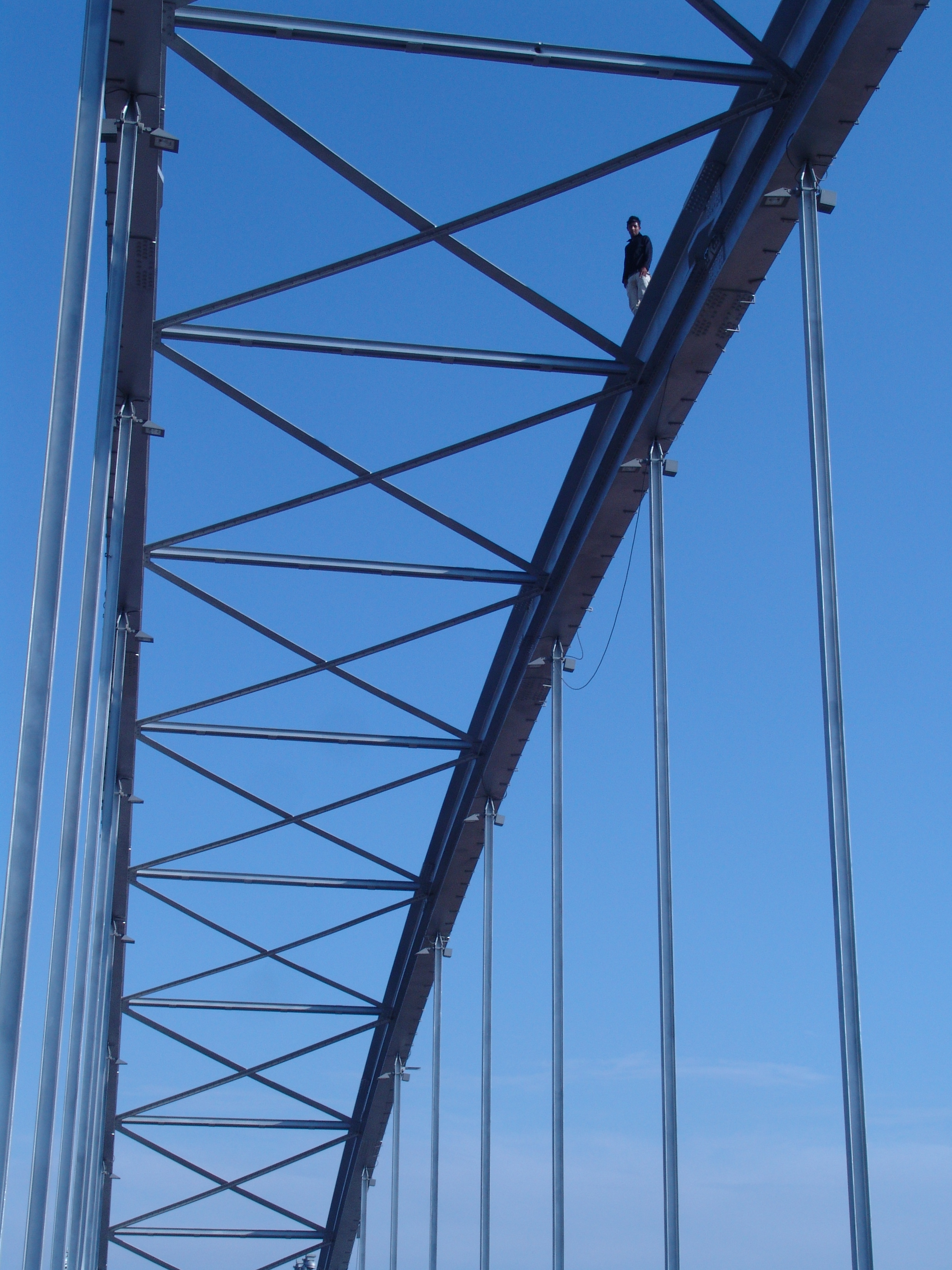
بالارفتن از هلال‌های پل، تفریحی قدیمی!
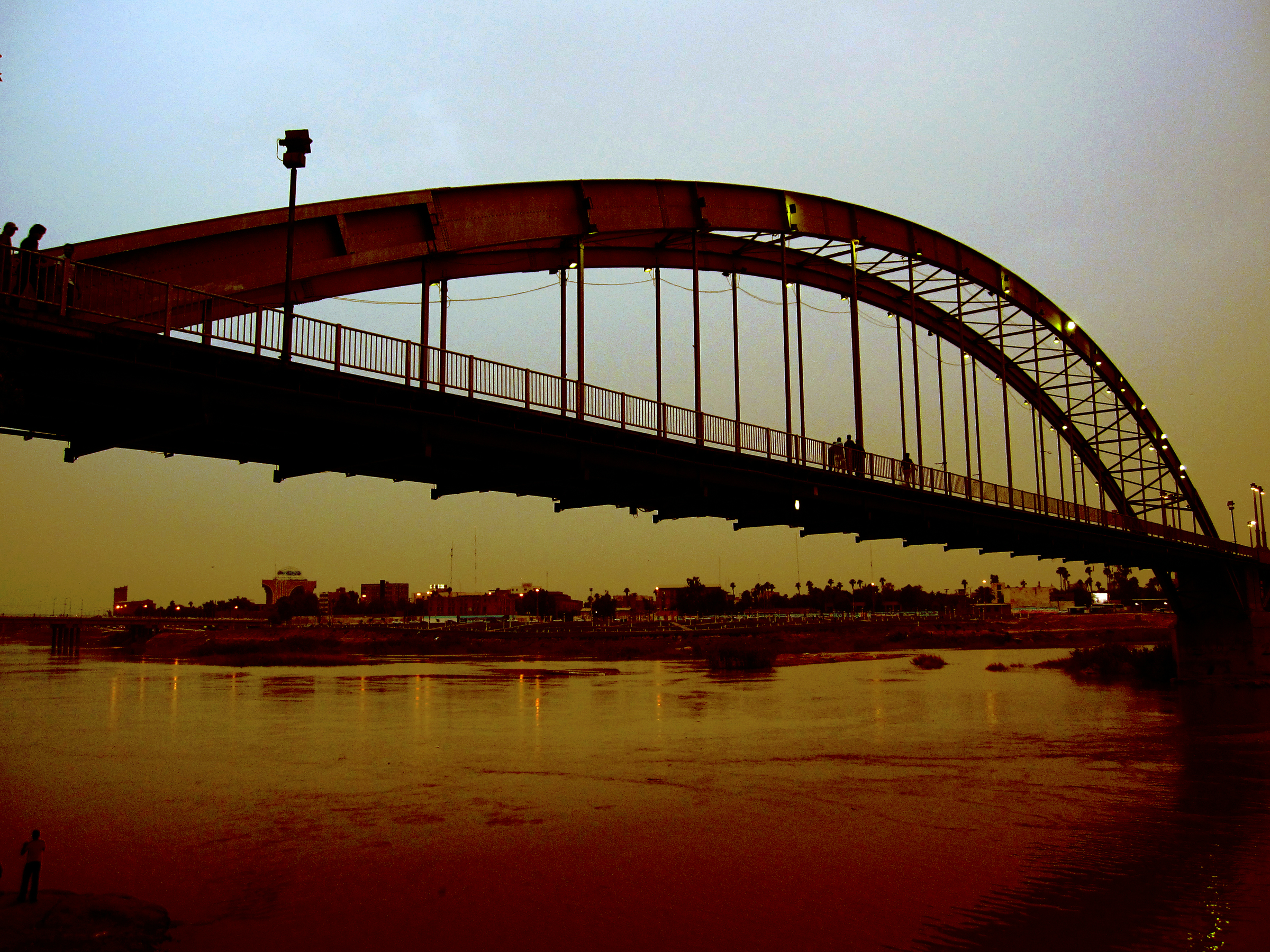
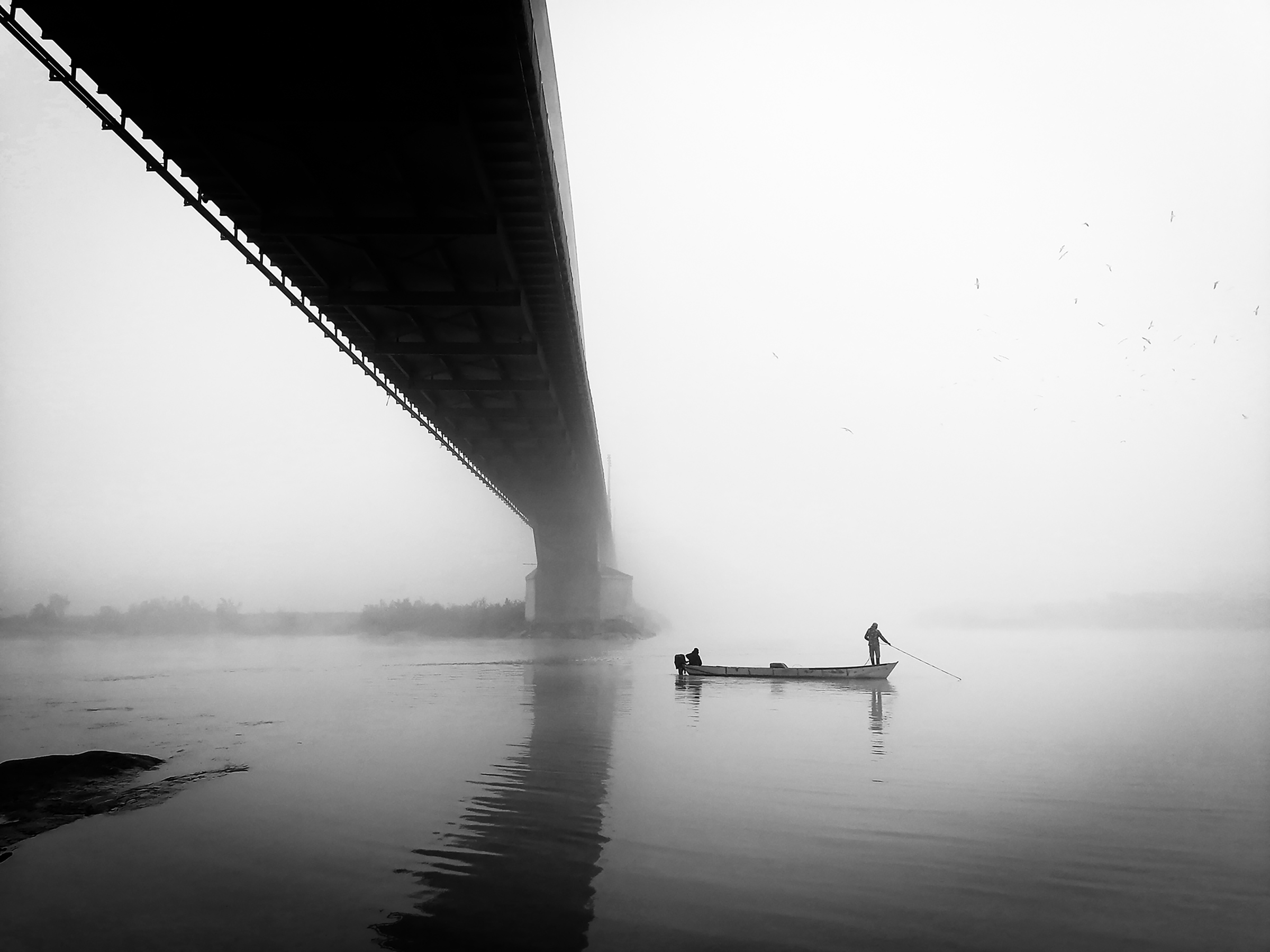
پل سفید در مه